# RN9 (Benin)
De RN9 of Route nationale 9 is een nationale weg in het noorden van het Afrikaanse land Benin. De weg loopt van Tanguiéta via Datori naar de grens met Togo. In Togo loopt de weg verder naar Gando en Sansanné-Mango. In Tanguiéta sluit de weg aan op de RNIE3 naar Djougou en Fada N’gourma.
De RN9 is ongeveer 65 kilometer lang en loopt door het departement Atacora. 